# Me:I
Me:I (jap. ミーアイ Mīai zapis stylizowany ME:I) – japoński girlsband, utworzony w ramach reality show Produce 101 Japan The Girls. Podobnie jak poprzedni zwycięzcy Produce 101 Japan, ME:I ma być stałą grupą. Fani grupy nazywani są YOU:ME (ユーミー).

## Nazwa
Nazwa grupy, „ME:I”, oznacza „idola, który jest kochany przez wszystkich, idola przyszłości, idącego razem w kierunku przyszłości”. W wymowie brzmi ona jak japońskie słowo „mirai” (jap. 未来), które oznacza „przyszłość”. Nazwa została ujawniona w ostatnim odcinku Produce 101 Japan The Girls.

## Historia

### 2023: Produce 101 Japan The Girls
ME:I powstało w ramach reality show Produce 101 Japan The Girls, które było emitowane głównie w japońskim serwisie streamingowym Lemino od 5 października do 16 grudnia 2023 roku. W programie wzięło udział łącznie 14 000 uczestniczek w wieku od 15 do 25 lat, które nie były powiązane z żadną agencją talentów. 11 finałowych stażystek zostało wybranych przez widzów spośród pierwotnych 101 w głosowaniu online i ogłoszonych podczas transmisji na żywo w TBS. Podobnie jak w przypadku poprzednich zwycięzców Produce 101 Japan, nie zamierza się ograniczać działalności grupy po jej debiucie.
Kilka członkiń ME:I miało doświadczenie w branży rozrywkowej przed programem. Momona Kasahara była członkinią zespołu Hello! Project Angerme w latach 2016–2021. Ran Ishii była członkinią girlsbandu Girls² i wystąpiła w dramie „Secret × Heroine Phantomirage!”. Kokoro Kato była członkinią południowokoreańskiego girlsbandu Cherry Bullet pod szyldem FNC Entertainment. Miu Sakurai była uczestniczką Nizi Project i Girls Planet 999, a Suzu Yamamoto spędziła pół roku jako stażystka w południowokoreańskiej agencji.

### Od 2024: Debiut z Mirai
Grupa oficjalnie zadebiutowała singlem „Mirai” 17 kwietnia, osiągając pierwsze miejsce na liście Oricon Singles Chart z ponad 232 000 sprzedanych egzemplarzy. Główny utwór, „Click”, osiągnął drugie miejsce na liście Billboard Japan Hot 100. ME:I wydało swój drugi singel „Hi-Five” 28 sierpnia, a utwór tytułowy znalazł się na szczycie listy Billboard Japan Hot 100.

## Członkinie
| Pseudonim | Pseudonim | Imię i nazwisko | Imię i nazwisko | Data urodzenia       | Miejsce urodzenia   | Narodowość | Reprezentatywny kolor | Uwagi                                             |
| Cocoro    | ココロ    | Kokoro Kato     | 加藤 心         | 1 listopada 2000     | prefektura Aichi    | Japonia    | jasnoniebieski        | Była członkini Cherry Bullet                      |
| Miu       | ミウ      | Miu Sakurai     | 櫻井 美羽       | 11 stycznia 2002     | prefektura Aichi    | Japonia    | lawendowy             | Była uczestniczką Nizi Project i Girls Planet 999 |
| Momona    | モモナ    | Momona Kasahara | 笠原 桃奈       | 22 października 2003 | prefektura Kanagawa | Japonia    | czarny                | Była członkini Angerme, obecnie liderka grupy     |
| Ran       | ラン      | Ran Ishii       | 石井 蘭         | 7 sierpnia 2004      | prefektura Saitama  | Japonia    | czerwony              | Była członkini Girls², obecnie sub-liderka grupy  |
| Shizuku   | シヅク    | Shizuku Iida    | 飯田 栞月       | 4 grudnia 2004       | Tokio               | Japonia    | biały                 |                                                   |
| Ayane     | アヤネ    | Ayane Takami    | 高見 文寧       | 15 maja 2005         | prefektura Iwate    | Japonia    | żółty                 |                                                   |
| Keiko     | ケイコ    | Keiko Shimizu   | 清水 恵子       | 27 listopada 2005    | prefektura Aichi    | Japonia    | srebrny               |                                                   |
| Kokona    | ココナ    | Kokona Sasaki   | 佐々木 心菜     | 30 stycznia 2006     | prefektura Mie      | Japonia    | fioletowy             |                                                   |
| Rinon     | リノン    | Rinon Murakami  | 村上 璃杏       | 30 września 2006     | prefektura Okayama  | Japonia    | żywy róż              |                                                   |
| Suzu      | スズ      | Suzu Yamamoto   | 山本 すず       | 16 grudnia 2006      | Tokio               | Japonia    | pastelowy róż         |                                                   |
| Tsuzumi   | ツヅミ    | Tsuzumi Ebihara | 海老原 鼓       | 22 stycznia 2007     | Tokio               | Japonia    | pomarańczowy          |                                                   |

## Dyskografia

### Single
| # | Tytuł   | Rok  | Najwyższa pozycja | Sprzedaż     | Certyfikat RIAJ | Album               |
| # | Tytuł   | Rok  | JAP               | Sprzedaż     | Certyfikat RIAJ | Album               |
| # | Tytuł   | Rok  | Oricon            | Sprzedaż     | Certyfikat RIAJ | Album               |
| - | ------- | ---- | ----------------- | ------------ | --------------- | ------------------- |
| 1 | Mirai   | 2024 | 1                 | JPN: 276 556 | Platyna         | Singel spoza albumu |
| 2 | Hi-Five | 2024 | 2                 | JPN: 278 017 | Platyna         | Singel spoza albumu |

## Wideografia

### Teledyski
| Tytuł     | Rok  | Reżyser                   | Przy.         |
| --------- | ---- | ------------------------- | ------------- |
| „Click”   | 2024 | Woogie Kim (MOTHER)       | [ 21 ] [ 22 ] |
| „Hi-Five” | 2024 | Naive Creative Production | [ 23 ] [ 24 ] |

## Filmografia
| Rok  | Tytuł                                    | Typ programu       | Przy.  |
| ---- | ---------------------------------------- | ------------------ | ------ |
| 2024 | „Me:I no Yume Mitai!” (ME:Iの夢みたい！) | Program rozrywkowy | [ 25 ] |
| 2024 | „About Me:I”                             | Program specialny  | [ 26 ] |

## Nagrody i nominacje

### Lista nagród i nominacji
| Ceremonia                | Rok  | Kategoria                       | Nominowany | Rezultat | Przy.  |
| ------------------------ | ---- | ------------------------------- | ---------- | -------- | ------ |
| Japan Record Awards      | 2024 | Nowy Artysta                    | ME:I       | Wygrana  | [ 27 ] |
| Korea Grand Music Awards | 2024 | K-pop Global Rookie Award       | ME:I       | Wygrana  | [ 28 ] |
| MAMA Awards              | 2024 | Ulubiony Nowy Azjatycki Artysta | ME:I       | Wygrana  | [ 29 ] |